# Tinantia longipedunculata
Tinantia longipedunculata är en himmelsblomsväxtart som beskrevs av Paul Carpenter Standley och Julian Alfred Steyermark. Tinantia longipedunculata ingår i släktet änketårssläktet, och familjen himmelsblomsväxter. Inga underarter finns listade.